# 36
Glej tudi: število 36
36 (XXXVI) je bilo prestopno leto, ki se je po julijanskem koledarju začelo na nedeljo.

## Dogodki
- 1. januar